# Costa (insect)
Costa is de wetenschappelijke term voor de voorrand of intredende zijde van de vleugel bij insecten. Op de afbeelding is de costa van de voorvleugel aangegeven met een B. Het kan naast vlinders gaan om andere gevleugelde insecten zoals wespen.